# Narcisklokje
Narcisklokje (Leucojum l.s.) is een geslacht van bolgewassen uit de narcisfamilie (Amaryllidaceae). De soorten komen voor van Europa en West-Azië tot in Noord-Iran.
Bij de sneeuwklokjes (Galanthus) zijn de drie binnenste – meestal uitgerande – tepalen kleiner dan de buitenste en vertonen één of twee groene honingmerken. Bij de narcisklokjes hebben de zes bloemblaadjes daarentegen allemaal dezelfde lengte.

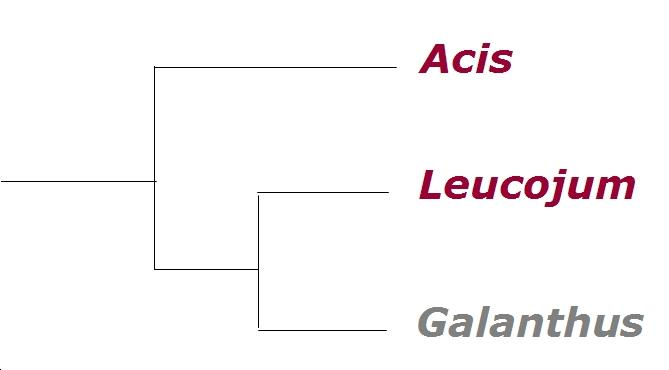
APG II-systeem classificatie van de narcisklokjes

Leucojum lato sensu kent elf verschillende soorten. Twee daarvan, inheems maar zeldzaam in België en Nederland, worden vrij vaak gekweekt: het lenteklokje (Leucojum vernum) en het zomerklokje (Leucojum aestivum).
Cladistiek en DNA-sequentie analyse hebben aangetoond dat deze twee soorten nauwer verwant zijn aan Galanthus, waaronder het Gewoon sneeuwklokje (Galanthus nivalis), dan aan andere soorten, die nu worden ondergebracht bij Acis. Deze negen soorten, die vooral in droge streken voorkomen, zijn meestal inheems in een beperkt aantal Atlantische en mediterrane regio's.

## Etymologie
De botanische naam is afgeleid van het Oudgriekse λευκόιον (van λευκός = wit, en ἴον = viooltje en andere geurige bloemen), dat wil zeggen plant met fraaie, witte bloemen. De Nederlandse naam zal afkomstig zijn van de narcis en de klokvorm van de bloempjes.
De Franse naam van het narcisklokje is nivéole dat van het Latijnse woord niveus (sneeuwwit) is afgeleid.

## Soorten
- Leucojum aestivum L. - Zomerklokje
- Leucojum vernum L. - Lenteklokje